# Гамбино, Агостино
Агостино Гамбино (итал. Agostino Gambino, 16 июля 1933, Генуя — 2 октября 2021, Рим) — итальянский юрист, бывший министр республики, почётный президент Международной ассоциации страхового права (AIDA).

## Биография
Он был министром почты и телекоммуникаций в правительстве Дини с 17 января 1995 года по 17 мая 1996 года. Кавалер Большого креста ордена «За заслуги перед Итальянской Республикой», он получил высшее юридическое образование с отличием. Он специализировался в области страхового права в Гейдельбергском и Гамбургском университетах.
Юрист с 1958 года, ученик и помощник Альберто Аскини, он стал профессором университета в 1965 году. Он преподавал коммерческое право и закон о банкротстве в университетах Сассари, Венеции и Сапиенца в Риме. В 2005 году он был назначен почётным профессором коммерческого права.
Он является содиректором Журнала коммерческого права, коммерческой и страховой юриспруденции, кроме того, он является почётным президентом итальянской секции Международной ассоциации страхового права (AIDA) и почётным международным президентом ассоциации.
Входил в состав советов директоров различных банковских компаний, в том числе Национального банка сельского хозяйства, страховых компаний, МЭИЭ и «Фата». Он занимал коллегиальную должность правительственного уполномоченного Итальянской федерации сельскохозяйственных консорциумов.
После краха Banco Ambrosiano и принадлежащих ему иностранных банков и компаний он был сопредседателем Смешанной международной комиссии, назначенной Святым Престолом и правительством Италии для установления отношений между Banco Ambrosiano Group и Институтом религиозных дел.
В 1994 году он был членом правительственной комиссии так называемых «трёх мудрецов» по выработке законодательного решения проблемы конфликта интересов между деятельностью правительства и имуществом и личными позициями Председателя Совета министров Сильвио Берлускони.

## Работы
Он является автором книг в различных областях коммерческого права, за одну из которых — «Страхование в теории случайных договоров» — он был удостоен международной премии Академии деи Линчеи; а также более 150 эссе, опубликованных в основных итальянских юридических журналах, а также переведённых и опубликованных на немецком, английском, французском, испанском и японском языках, в том числе:
- L'assicurazione nella teoria dei contratti aleatori - ISBN 9788849527735
- Fondamenti di diritto commerciale vol.1 - ISBN 8834874226
- Impresa e società di persone - ISBN 9788834888537
- Società di capitali - ISBN 9788892109001